# Maurice Lecoq
Pour les articles homonymes, voir Lecoq.
Maurice Marie Lecoq, né le 26 mars 1854 à Angers et mort le 16 décembre 1925 à Angers, est un tireur sportif français. 
Il remporte une médaille d'argent et une médaille de bronze aux Jeux olympiques d'été de 1900 à Paris, ainsi qu'une médaille de bronze aux Jeux olympiques d'été de 1908 à Londres.
En septembre 1903, il est déclaré "Roi du tir à l'arme nationale".
En 1906, il gagne également la médaille d'or aux Jeux olympiques intercalaires au pistolet feu rapide à 25 mètres, ainsi que celles de bronze au pistolet à 20 mètres individuel et à la carabine libre par équipes.
Il est Champion de France de tir au fusil Lebel à trois reprises, jusqu'en août 1903 à Mâcon.
Eugène Balme fut son élève.

## Lien externe

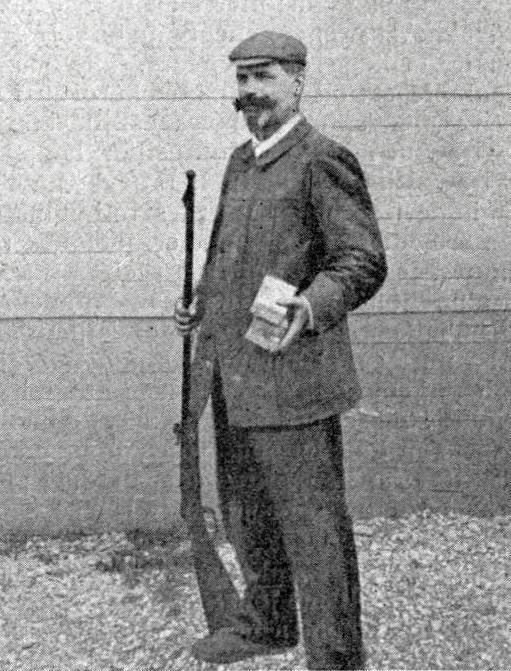
Maurice Lecoq en juillet 1904 (concours de tir de Lyon).